# Inteligencia musical
La inteligencia musical corresponde a una de las inteligencias del modelo propuesto por Howard Gardner en la teoría de las inteligencias múltiples. Esta teoría propone que no existe una única inteligencia, sino una multiplicidad. En un principio se propusieron 7, las cuales más tarde aumentaron a 8.

## Definición
Este tipo de inteligencia se relaciona con la capacidad de percibir, discriminar, transformar y expresarse mediante las formas musicales. Asimismo, esta inteligencia incluye las habilidades en el canto dentro de cualquier tecnicismo y género musical, tocar un instrumento a la perfección y lograr con él una adecuada presentación, dirigir un conjunto, ensamble, orquesta; componer (en cualquier modo y género) y tener apreciación musical,
también funciona mucho en distraer.
Una persona que posee inteligencia musical es aquella que disfruta siguiendo el compás con su pie o con algún objeto rítmico, también se sienten atraídos incluso por los sonidos de la naturaleza y diversos tipos de melodías.
También puede estar relacionada con la inteligencia lingüística, con la inteligencia espacial y con la inteligencia corporal cinética.
La inteligencia musical también se hace evidente en el desarrollo lingüístico, por cuanto demanda del individuo procesos mentales que involucran la categorización de referencias auditivas y su posterior asociación con preconceptos; esto es, el desarrollo de una habilidad para retener estructuras lingüísticas y asimilarlas en sus realizaciones fonéticas.
Merece la pena resaltar que las personas con discapacidad mental tienen una sensibilidad especial hacia la música, y que incluso, algunas personas con lesiones en el habla, pueden tener una gran capacidad para cantar o seguir un ritmo.

## Características de la inteligencia musical
Algunas de las características relacionadas con esta inteligencia son las siguientes:
- Capacidad de percibir y expresar formas musicales.
- Facilidad para aprender canciones y ritmos.
- Sensibilidad para detectar rápidamente cuando un tono no es correcto o un instrumento musical no está afinado.
- Capacidad para componer y tocar distintos instrumentos.
- Gusto por realizar tareas con música de fondo.
- Sensibilidad especial para escuchar cualquier sonido de su entorno.[3]

## Actividades para potenciar la inteligencia musical
A modo de ejemplo, a continuación se presentan algunas actividades para mejorar o motivar la inteligencia musical.
- Rodearse de un ambiente donde la música sea importante en la vida cotidiana.
- Acudir a conciertos y recitales musicales.
- Aprender a tocar algún instrumento.
- Asistir a clases de canto, individuales o en grupo (coros)
- Bailar siguiendo el ritmo de una música.
- Conocer distintos sonidos e instrumentos utilizados en otras partes del mundo, (música andina, africana, celta, oriental…)[3]